# 泡隐扇贝
是海扇蛤目海扇蛤科的一种。舊屬锦海扇蛤属，今屬隐扇贝属。

## 分佈
主要分布于
韩国、中国大陆東中国海近海海域、台灣海峽以北至濟州島以南海域。常栖息在浅海沙底。

## 外部連結
- 維基物種上的相關：泡隐扇贝